# Skull Man
Skull Man (jap. スカルマン) ist eine Reihe von Manga-Serien und deren Verfilmungen, die auf eine Kurzgeschichte des japanischen Mangaka Shōtarō Ishinomori von 1970 zurückgeht.

## Handlung
Tatsuo Kagura ist Skull Man. Er wurde vielen Experimenten unterzogen, was ihn mutieren ließ. Durch die Experimente bekam Tatsuo mächtige Kräfte und Fähigkeiten. Rasputin ließ die Eltern von Tatsuo ermorden, was Tatsuo zu Skull Man gemacht hat. Skull Man möchte sich an Rasputin rächen und bekämpft das Verbrechen.

## Veröffentlichung
Skull Man wurde in Japan im Jahr 1980 als One Shot im Shōnen Magazine des Kodansha-Verlags veröffentlicht. 1998 erschien eine Neuauflage von Skull Man als Serie, nun umgesetzt von Kazuhiko Shimamoto. Sie lief vom April 1998 bis Mai 2001 in den Magazinen Comic Alpha und Comic Flapper vom Verlag Media Factory. Eine Sammelausgabe der Kapitel erschien in sieben Bänden. Eine dritte Serie, gezeichnet von Meimu, wurde vom Mai bis Oktober 2007 im Yahoo! Comic bei Kodansha veröffentlicht. Die Kapitel erschienen auch gesammelt in zwei Bänden.
Obwohl der erste Manga von Skull Man in den USA noch nicht in gedruckter Form erschienen ist, hat Comixology die Lizenzrechte an dem Titel erhalten und 2012 eine englischsprachige digitale Version des Mangas veröffentlicht. Die Neu-Umsetzung von 1998 erschien bei Tokyopop auf Englisch.

## Realverfilmung
Noch vor Ausstrahlung der Anime-Fernsehserie wurde am 21. April 2007 eine Realverfilmung von Fuji TV ausgestrahlt. Der 23 Minuten lange Kurzfilm entstand unter der Regie von Makoto Yokoyama und nach einem Drehbuch von Masaaki Sakai. Die Hauptrollen übernahmen Ami Suzuki als Michiko Kōmyōji und Shigeki Hosokawa als Hiroshi Kozumi.

## Anime-Fernsehserie
Eine Adaption als Anime entstand bei Studio Bones unter der Regie von Takeshi Mori. Die Drehbücher schrieben Hiroshi Ohnogi und Seishi Minakami, Shingo Takeba und Yutaka Izubuchi. Das Charakterdesign entwarf Jun Shibata und das Mechanical Design Yoshinori Sayama. Für den Ton war Yota Tsuruoka verantwortlich, für die Kameraführung Susumu Fukushi.
Die 13 je 25 Minuten langen Folgen wurden vom 28. April bis 22. Juli 2007 von Fuji TV ausgestrahlt. In den Philippinen wurde der Anime am 11. November 2012 auf Hero TV ausgestrahlt. Eine englische Fassung wurde von The Anime Network gezeigt sowie online per Streaming veröffentlicht, ebenso eine spanische, die von CityVibe ausgestrahlt wurde.

### Synchronisation
| Rolle           | japanischer Sprecher (Seiyū) |
| --------------- | ---------------------------- |
| Skull Man       | Hiroshi Tsuchida             |
| Hayato Mikogami | Makoto Yasumura              |
| Kiriko Mamiya   | Ayako Kawasumi               |
| Maya Kuroshio   | Fumiko Orikasa               |
| Akira Usami     | Hiroyuki Hoshino             |

### Musik
Die Musik der Serie komponierte Shiro Sagisu. Das Vorspannlied ist Hikaro no Machi von Tokyo. Der Abspann ist unterlegt mit Ashita wa Ashita no Kimi ga Umareru, gesungen von Chocolove from AKB48.

## Kontroverse
Am 12. Juni 2015 führte das chinesische Kulturministerium den Anime Skull Man unter 38 in China verbotenen Anime- und Manga-Titel auf.